# Kuropátnyky (Berezhany)
Kuropátnyky (ucraniano: Куропа́тники) es un pueblo de Ucrania, constituido administrativamente como una pedanía de la ciudad de Berezhany, en el raión de Ternópil de la óblast de Ternópil.
En 2001, el pueblo tenía una población de 978 habitantes.
Se ubica unos 5 km al noreste de Berezhany, sobre la carretera que lleva a Zbóriv.

## Historia
Antes de la fundación del actual municipio de Berezhany en 2018, el pueblo era sede de un consejo rural en el raión de Berezhany. El consejo rural incluía como pedanías a Baranivka y Yasné.